# Katakombe svetog Marcelina i Petra
Katakombe svetog Marcelina i Petra (tal.: Catacombe dei Santi Marcellino e Pietro) jedna je od rimskih katakombi, smještena na putu Via Casilina.

## Opis
Sveti Marcelin i Petar ubijeni su za vrijeme progona cara Dioklecijana. Nakon mučeništva tjela su im ukopana u katakombe.
Katakombe se prostiru na površini od 18.000 m2. Pretpostavlja se da je samo na ovom području u 3. stoljeću pokopano oko 15.000 ljudi.

### Mrežna sjedišta
- Catacombe dei SS. Marcellino e Pietro (talijanski). Pontificia Commissione di Archeologia Sacra. Pristupljeno 11. siječnja 2025.

## Vanjske poveznice
Ostali projekti
|  | Zajednički poslužitelj ima još gradiva o temi Katakombe svetog Marcelina i Petra |